# ویلیام کسبام
ویلیام کَسِـبام (انگلیسی: William Kassebaum؛ زادهٔ ۱۱ فوریهٔ ۱۹۶۲) مزرعه‌دار، وکیل، و سیاستمدار حزب جمهوری‌خواه اهل ایالات متحده آمریکا است.
وی نمایندهٔ مردم شهر بوردیک واقع در شهرستان موریس در مجلس سفلای ایالت کانزاس مابین سال‌های ۲۰۰۳ تا ۲۰۰۵ بود.
مادرش نانسی کسبام یک سناتور پیشین ایالات متحده آمریکا، پدربزرگ مادری‌اش الف لاندون فرماندار پیشین کانزاس و برادرش ریچارد کسبام فیلم‌ساز مستند بود.